# Чивита
Чивита (итал. Civita) — Коммуна в Италии, располагается в регионе Калабрия, подчиняется административному центру Козенца (провинция).
Население составляет 1124 человека (на г.), плотность населения составляет 42 чел./км². Занимает площадь 27 км². Почтовый индекс — 87010. Телефонный код — 0981.
Покровителем коммуны почитается  священномученик Власий Севастийский, празднование 11 февраля.